# William Maddison
William John Maddison (Londres, 1882 — Southend-on-Sea, 10 de junho de 1924) foi um velejador britânico, campeão olímpico. Ele competiu nos Jogos Olímpicos de Verão de 1920 na classe 7 Metre e conquistou a medalha de ouro na disputa a bordo do Ancora com Robert Coleman, Cyril Wright e Dorothy Wright. Como seu pai, Maddison era um empreiteiro profissional.